# Aplonis striata
El estornino de Nueva Caledonia (Aplonis striata) es una especie de ave paseriforme de la familia Sturnidae endémica de Nueva Caledonia.

## Descripción
El estornino de Nueva Caledonia mide entre 18 cm de largo. Tiene la cola corta y de terminación cuadrada. Su pico negro es corto y robusto. El plumaje de los machos adultos es totalmente negro, con irisaciones verdes y violáceos. En cambio las hembras son de tonos pardo grisáceos, más claros en las partes inferiores. En ambos iris de sus ojos es rojo.